# Phare du Hourdel
Le phare du Hourdel est un phare situé sur la commune de Cayeux-sur-Mer, il est bâti sur le côté sud de la Baie de Somme, en bout de la pointe du Hourdel.

## Histoire
Le premier feu date de 1840. En 1852, ce feu de port fixe est monté sur une potence de bois de 10 m. En 1905, un nouvel appareil est monté sur une potence métallique (avec une cabane en tôle) de 10,20 m de hauteur. Il est détruit par explosifs en 1944.
Un pylône métallique est ensuite mis en place pour supporter le nouveau feu.
En 1948, une tour cylindrique de 18 m en béton armé et accolée à une chambre de service est construite. L'ensemble est terminé en 1950.
Le feu blanc et vert émet 3 occultations toutes les 12 secondes.
Une corne de brume était encore en service en 1987.
La construction sert de repère pour les sorties nature. Le parking est utilisé comme zone d’atterrissage pour les hélicoptères de la Sécurité civile ou de la marine qui assurent la surveillance du littoral en période estivale.
Identifiant : ARLHS : FRA-318 - Amirauté : A1210 - NGA : 8808 .